# Bernardino Marinali
Bernardino Marinali (Angarano, 29 aprile 1645 – Padova, 13 aprile 1728) è stato un miniatore italiano della Repubblica di Venezia.

## Biografia
Figlio di Francesco, detto il vecchio, e Anna, Bernardino Marinali fu fratello di Orazio, Francesco il giovane e Angelo, importanti scultori attivi tra Seicento e Settecento.
Il 23 ottobre 1662 entrò nell'Ordine dei frati minori riformati, assumendo il nome di fra' Giovanni e decorò numerosi corali per i conventi con i quali venne a contatto.
Fu inviato dalla Repubblica di Venezia in Morea per sovrintendere a quattro conventi di nuova fondazione.
Rientrò a Vicenza nel 1714 e morì a Padova nel 1728.

## Opere

### Opere giovanili
- 1678 - Miniature per due corali per il convento di Padova
- 1683-1688 - Miniature per dodici corali per il convento di Bassano

### Opere della maturità
- Miniature per i corali della cattedrale di Treviso
- Miniature per i corali della chiesa dei Riformati di Treviso